# Guinée aux Jeux olympiques d'été de 2000
La Guinée participe aux Jeux olympiques d'été de 2000 à Sydney. Sa délégation est composée de 6 athlètes répartis dans 4 sports et son porte-drapeau est Joseph Loua. Au terme des Olympiades, la nation n'est pas à proprement classée puisqu'elle ne remporte aucune médaille. 

## Nombre d'athlètes qualifiés par sport
Voici la liste des qualifiés et sélectionnés Guinéens par sport (remplaçants compris) :
| Sport      | Hommes | Femmes | Total |
| ---------- | ------ | ------ | ----- |
| Athlétisme | 1      | 1      | 2     |
| Boxe       | 1      | 0      | 1     |

## Liste des médaillés guinéens
Aucun athlète guinéen ne remporte de médaille durant ces JO.

## Athlétisme

### Hommes
| Athlète     | Épreuve | Séries  | Séries | Quarts de finale | Quarts de finale | Demi-finales | Demi-finales | Finale  | Finale  |
| Athlète     | Épreuve | Temps   | Rang   | Temps            | Rang             | Temps        | Rang         | Temps   | Rang    |
| ----------- | ------- | ------- | ------ | ---------------- | ---------------- | ------------ | ------------ | ------- | ------- |
| Joseph Loua | 200 m   | 21 s 60 | 7e     | Eliminé          | Eliminé          | Eliminé      | Eliminé      | Eliminé | Eliminé |

### Femmes
| Athlète           | Épreuve | Séries  | Séries | Quarts de finale | Quarts de finale | Demi-finales | Demi-finales | Finale  | Finale  |
| Athlète           | Épreuve | Temps   | Rang   | Temps            | Rang             | Temps        | Rang         | Temps   | Rang    |
| ----------------- | ------- | ------- | ------ | ---------------- | ---------------- | ------------ | ------------ | ------- | ------- |
| Sylla M'Mah Touré | 100 m   | 12 s 82 | 9e     | Eliminé          | Eliminé          | Eliminé      | Eliminé      | Eliminé | Eliminé |

## Boxe

### Hommes
| Athlète    | Catégorie    | 16e de finale       | 8e de finale        | Quart de finale     | Demi-finale         | Finale              |
| Athlète    | Catégorie    | Adversaire Résultat | Adversaire Résultat | Adversaire Résultat | Adversaire Résultat | Adversaire Résultat |
| ---------- | ------------ | ------------------- | ------------------- | ------------------- | ------------------- | ------------------- |
| Sidy Sandy | Poids moyens | Défaite Mexique     | Eliminé             | Eliminé             | Eliminé             | Eliminé             |

### Natation
| Athlète        | Épreuve         | Place |
| -------------- | --------------- | ----- |
| Aissatou Barry | 50 m nage libre | 72e   |